# Lambruisse
Lambruisse – miejscowość i gmina we Francji, w regionie Prowansja-Alpy-Lazurowe Wybrzeże, w departamencie Alpy Górnej Prowansji.

## Demografia
Według danych na rok 1990 gminę zamieszkiwało 55 osób, a gęstość zaludnienia wynosiła 3 osoby/km². W styczniu 2015 r. Lambruisse zamieszkiwało 98 osób, przy gęstości zaludnienia wynoszącej 5,3 osób/km².